# Jonathan Taylor Thomas
Jonathan Taylor Weiss, más conocido como Jonathan Taylor Thomas (8 de septiembre de 1981), es un actor estadounidense de cine, televisión y de voz. Notable por su participación en la sitcom de la cadena ABC, Home Improvement como Randy Taylor, actuando junto a Tim Allen.

## Biografía
Jonathan Taylor Weiss nació el 8 de septiembre de 1981 en Bethlehem en Estados Unidos, hijo de Stephen Weiss y Claudine Gonsalves-Weiss. A la edad de cuatro años, su familia y él se mudaron de Bethlehem hacia Sacramento; en este tiempo apareció en comerciales de marcas de cereales y juguetes, entre otros. En 1990 interpretó a Randy Taylor en la popular serie estadounidense Home Improvement protagonizada por Tim Allen y Patricia Richardson. En 1991 sus padres se divorciaron, quedándose a vivir con su madre y su hermano. En 1994 participó en la película animada de Disney, El rey león, prestando su voz para el personaje de Simba. En 1996 interpretó a Pinocho en la película Las aventuras de Pinocho, En 1998 Interpretó a Jake Wilkinson en la película I'll Be Home for Christmas

## Carrera

### Cine
| Año  | Película                    | Personaje            | Director                   |
| ---- | --------------------------- | -------------------- | -------------------------- |
| 2006 | The Extra                   | Jonathan Thomas      | Michael Pacheco            |
| 2005 | Thru the Moebius Strip      | Príncipe Ragis (voz) | Glenn Chaika               |
| 2005 | Tilt-A-Whirl                | cliente #3           | Cameron Thor               |
| 1999 | Walking Across Egypt        | Wesley Benfield      | Arthur Allan Seidelman     |
| 1999 | Speedway Junky              | Steve                | Nickolas Perry             |
| 1998 | Common Ground               | Tobias               | Donna Deitch               |
| 1998 | I'll Be Home for Christmas  | Jake Wilkinson       | Arlene Sanford             |
| 1997 | Wild America                | Marshall Stouffer    | William Dear               |
| 1996 | The Adventures of Pinocchio | Pinocho (voz)        | Steve Barron               |
| 1995 | Tom and Huck                | Tom Sawyer           | Peter Hewitt               |
| 1995 | Man of the House            | Ben Archer           | James Orr                  |
| 1994 | El rey león                 | Simba joven (voz)    | Roger Allers y Rob Minkoff |
| 1994 | Pompoko                     | Sōkichi              | Isao Takahata              |

### Televisión
| Año         | Programa                                      | Personaje             | Notas        |
| ----------- | --------------------------------------------- | --------------------- | ------------ |
| 2013 - 2014 | Uno para todas                                | John Baker            |              |
| 2005        | Veronica Mars                                 | Ben                   |              |
| 2004        | 8 Simple Rules for Dating My Teenage Daughter | Jeremiah              |              |
| 2003        | Los Simpson (¿Donde está mi rancho?)          | Luke Stetson (voz)    |              |
| 2002 - 2004 | Smallville                                    | Ian Randall           |              |
| 2001        | An American Town                              | Rafe (voz)            |              |
| 2000        | Ally McBeal                                   | Chris Emerson         |              |
| 2000        | Timothy Tweedle the First Christmas Elf       | Timothy Tweedle (voz) |              |
| 1998        | Los Thornberrys                               | Tyler Tucker (voz)    |              |
| 1996        | Christmas in Oz                               | Espantapájaros Jr.    | Cortometraje |
| 1994        | The Big Help                                  | Host (voz)            |              |
| 1994        | The Itsy-Bitsy Spider                         | George (voz)          |              |
| 1991 - 1998 | Home Improvement                              | Randy Taylor          |              |
| 1991 - 1998 | In Living Color                               | Macaulay Culkin       |              |
| 1990        | The Bradys                                    | Kevin Brady           |              |
| 1987        | The Adventures of Spot                        | Spot                  |              |